# غرفة الإقصاء
غرفة الإقصاء أو إيلمنيشن شيمبر (بالإنجليزيَّة: Elimination Chamber) هو أحد العروض الشَّهريَّة التي يُجريها اتحاد WWE في حلبة تتكون من غرف إقصاء، ويتم السماح لمصارع بالخروج من القفص وذلك ليُشارك في الحلبة ضد مصارعين آخرين، وبعد أن يتم تثبيت مُصارع يخرج من الحلبة ويبقى آخرون حتى يفوز آخرهم ويتم إقصاؤه بنفس الطريقة المذكورة.

## المباريات
|  | روو حدث ذو علامة تجارية |  | مواجهة عنيفة حدث ذو علامة تجارية |

| 1                                                  | غرفة التصفية (2010) | فبراير 21, 2010 | سانت لويس     | مركز المؤسسة              | أندرتيكر (ب) ضد كريس جيريكو ضد سي إم بانك ضد جون موريسون ضد ري ميستيريو ضد آر تروث في مباراة مبنى الإقصاء في بطولة (WWE)                                    | [ 1 ]               |
| 2                                                  | غرفة التصفية (2011) | فبراير 20, 2011 | أوكلاند       | ساحة أوكلاند              | سي إم بانك ضد جون سينا ضد جون موريسون ضد راندي أورتن ضد آر تروث ضد شيمس في مباراة مبنى الإقصاء في مباراة بطولة دبليو دبليو إي في راسلمينيا 27               | [ 2 ]               |
| 3                                                  | غرفة التصفية (2012) | فبراير 19, 2012 | ميلواكي       | مركز برادلي               | جون سينا ضد كين في مباراة الإسعاف | [ 3 ]               |
| 4                                                  | غرفة التصفية (2013) | فبراير 17, 2013 | نيو أورلينز   | مركز سموثي كينج           | ذا روك (ب) ضد سي إم بانك في بطولة دبليو دبليو إي | [ 4 ]               |
| 5                                                  | غرفة التصفية (2014) | فبراير 23, 2014 | مينيابوليس    | تارغت سنتر                | راندي أورتن (ب) ضد سيزارو ضد كيج ضد دانيال برايان ضد جون سينا ضد شيمس في مباراة مبنى الإقصاء في بطولة دبليو دبليو إي                                        | [ 5 ] [ 6 ] [ 7 ]   |
| 6                                                  | غرفة التصفية (2015) | May 31, 2015    | كوربوس كريستي | مركز البنك الأمريكي       | سيث رولينز (ب) ضد جون موكسلي في بطولة دبليو دبليو إي | [ 8 ]               |
| 7                                                  | غرفة التصفية (2017) | فبراير 12, 2017 | فينيكس        | مركز البصمة               | جون سينا (ب) ضد إيه جيه ستايلز ضد بارون كوربن ضد براي وايت ضد جون موكسلي ضد ذا ميز في مباراة مبنى الإقصاء في بطولة دبليو دبليو إي                           | [ 9 ] [ 10 ] [ 11 ] |
| 8                                                  | غرفة التصفية (2018) | فبراير 25, 2018 | بارادايس      | تي موبايل أرينا           | برون سترومان ضد الأيس ضد فين بالور ضد جون سينا ضد رومان رينز ضد سيث رولينز ضد ذا ميز في مباراة مبنى الإقصاء في دبليو دبليو إي يونيفرسال مباراة راسلمينيا 34 | [ 12 ] [ 13 ]       |
| 9                                                  | غرفة التصفية (2019) | فبراير 17, 2019 | هيوستن        | مركز تويتا                | دانيال برايان (ب) ضد إيه جيه ستايلز ضد جيف هاردي ضد كوفي كينغستون ضد راندي أورتن ضد ساموا جو في مباراة مبنى الإقصاء في بطولة دبليو دبليو إي                 | [ 14 ]              |
| 10                                                 | غرفة التصفية (2020) | مارس 8, 2020    | فيلادلفيا     | ولز فارجو سنتر            | آسكا ضد ليف مورجان ضد ناتاليا ضد روبي ريوت ضد سارة لوغان ضد شاينا بازلر في مباراة مبنى الإقصاء في بطولة النساء راو في راسلمينيا 36                          | [ 15 ]              |
| 11                                                 | غرفة التصفية (2021) | فبراير 21, 2021 | سانت بيترسبرغ | WWE رعد في تروبيكانا فيلد | درو ماكنتاير (ب) ضد ذا ميز في بطولة دبليو دبليو إي في ذا ميز مباراة ماني إن ذا بانك                                                                         | [ 16 ]              |
| 12                                                 | غرفة التصفية (2022) | فبراير 19, 2022 | جدة           | جدة سوبر دوم              | بوبي لاشلي (ب) ضد إيه جيه ستايلز ضد اوستن ثيوري ضد بروك ليسنر ضد مات ريدل ضد سيث رولينز في مباراة مبنى الإقصاء في بطولة دبليو دبليو إي                      | [ 17 ] [ 18 ]       |
| (ب) – يشير إلى البطل (الأبطال) المتجه إلى المباراة |                     |                 |               |                           | |                     |